# Nabeshima Motoshige
Nabeshima Motoshige (24 de noviembre de 1602 - 19 de diciembre de 1654), el hijo mayor de Nabeshima Katsushige, hermano mayor de Nabeshima Tadanao, tío mayor de Nabeshima Mitsushige, los señores feudales de Saga. Aunque era el hijo mayor del clan Nabeshima, pero la madre de Tadanao era la hija del primer shogunato Tokugawa Ieyasu y su madre era solo una mujer campesina llamada Oiwa, no pudo suceder el papel de su padre. Incluso su hermano menor murió, el papel de Daimyo de Saga fue sucedido por su sobrino Mitsushige, no por él. Era un estratega inteligente del tercer Tokugawa Shogunate Iemitsu. Él era el Daimyo de Ogi. 